# Idalus herois
Idalus herois är en fjärilsart som beskrevs av William Schaus 1889. Idalus herois ingår i släktet Idalus och familjen björnspinnare. Inga underarter finns listade i Catalogue of Life.